# Apex Group
Die Apex Group („Apex-Gruppe“) war eine französische Holding, die sich mit dem Bau von Sportflugzeugen und deren Einzelteilen befasste.
Die Gruppe bestand aus den einzelnen Gesellschaften Centrair, Cap Industries, Apex Industries und der Vertriebsgesellschaft Apex Aircraft, die Flugzeuge der in der Gruppe hergestellten Handelsmarken Robin und Alpha vertrieb.
Apex übernahm 1988 die Geschäfte der Avions Pierre Robin mit den bekannten Jodel-Flugzeugen. 1997 kam der Hersteller Avions Mudry mit in die Gruppe. Robin war in Deutschland vor allem durch seine Schleppflugzeuge Robin DR 400 bekannt, die teilweise auch mit Porsche-Flugmotor angeboten wurden.
Im Jahr 2004 wurden etwa 160 Mitarbeiter beschäftigt, die einen Jahresumsatz von 20 Millionen Euro erwirtschaften. Pro Jahr wurden etwa 60 Flugzeuge produziert. Insgesamt versorgte die Gruppe 4000 Flugzeuge weltweit mit Ersatzteilen und Serviceangeboten.
Im Herbst 2008 meldete die Apex Group Bankrott an. Die Firma Robin wurde von der CEAPR aufgekauft.
Im November 2023 ordnete ein Gericht die Liquidation von Robin Aircraft an.